# Astaenomoechus luniferus
Astaenomoechus luniferus is een keversoort uit de familie Hybosoridae. De wetenschappelijke naam van de soort is voor het eerst geldig gepubliceerd in 1973 door Petrovitz.